# Artem Biesiedin
Artem Jurijowycz Biesiedin, ukr. Артем Юрійович Бєсєдін (ur. 31 marca 1996 w Charkowie) – ukraiński piłkarz, grający na pozycji napastnika.

## Kariera piłkarska

### Kariera klubowa
Wychowanek klubów UFK Charków, Metalist Charków i Dynamo Kijów, barwy których bronił w juniorskich mistrzostwach Ukrainy (DJuFL). Karierę piłkarską rozpoczął 31 lipca 2013 w drużynie juniorskiej Dynama Kijów. W końcu lutego 2015 został wypożyczony do Metalista Charków, a 7 marca 2015 debiutował w podstawowym składzie w meczu z Szachtarem Donieck. Podczas przerwy zimowej sezonu 2015/2016 powrócił do Dynama.
W grudniu 2019, w próbce pobranej od niego po meczu Ligi Europy z Malmö FF, wykryto niedozwolone środki dopingujące, za co 19 grudnia ukarany został roczną dyskwalifikacją.

### Kariera reprezentacyjna
Występował w juniorskich i młodzieżowej reprezentacjach Ukrainy. W dorosłej kadrze zadebiutował 15 listopada 2016 w wygranym 2:0 meczu towarzyskim z Serbią. Podczas meczu ze Szwecją na Euro 2021 (2:1) Szwed Marcus Danielsson poważnie złamał mu nogę. Prawdopodobnie nie będzie mógł kontynuować kariery.

## Sukcesy i odznaczenia

### Sukcesy reprezentacyjne
- 1/8 finalista Mistrzostw Świata U-20: 2015